# Imbert Imbert
Pour les articles homonymes, voir Imbert.
Imbert Imbert, nom de scène de Mathias Imbert, est un contrebassiste et chanteur français.

## Biographie
Ancien contrebassiste des groupes De Rien, Jim Murple Memorial, trio Split et  Scénic Railway, il commence une carrière solo en 2007 avec un premier album Débat de boue et participe au Printemps de Bourges. En 2013, il publie son troisième album Sois mort et tais-toi!.
Après le conservatoire de Montpellier, il se lance sur scène pour de nombreux concerts avec différents groupes : Jim Murple Mémorial, Zazie Musette, Derien… Le projet IMBERT IMBERT a été créé au printemps 2005, Mathias Imbert en est l'auteur, le compositeur et l'interprète. Sortie du premier album Débat de boue en mai 2007 : trois clés Télérama, chroniques dans Libération, France Inter, France Culture… Près de 6 000 exemplaires vendus et plus de 160 concerts en France, Suisse, Belgique et Canada.
Parmi ces nombreuses dates, il se produit en première partie de : Arno, Mano Solo, Les Ogres de Barback, Brigitte Fontaine, Renan Luce… Il participe aux plateaux : Paris Plage en juillet 2007 et 2009, Soirée ADAMI – Découvertes du Printemps de Bourges le 30 octobre 2007, ou Les Francofolies de Montréal 2009.
Au cours de cette tournée, il remporte plusieurs prix :
- Prix du Club des Entreprises des Francofolies 2006 Chantier des Francofolies
- 1er Prix – Le Mans Cité Chanson 2007 / Découvertes Printemps de Bourges 2007
- Bravos du Public et des Professionnels Alors Chante ! 2007 / Le FAIR 2008
- Prix Félix Leclerc 2008

Depuis, il enregistre plusieurs albums et se produit dans de nombreux concerts en France et territoire francophone.

## Discographie
- 2007 : Débat de boue
- 2010 : Bouh!
- 2013 : Sois mort et tais-toi! (avec Bruno Chevillon)
- 2016 : Viande d'Amour (Label : Hors Note - Distribué par l'Autre Distribution)
- 2019 : avec Boucan Déborder
- 2020 : Mémoires d'un enfant de 300 000 ans